# Линейни крайцери тип „Молтке“
Вижте пояснителната страница за други значения на Молтке.
Молтке (на немски: Moltke-Klasse) са серия линейни крайцери на Германския императорски военноморски флот от Първата световна война. Всичко от проекта са построени две единици: „Молтке“ (на немски: SMS Moltke), „Гьобен“ (на немски: SMS Goeben).
Те са последващо развитие на линейния крайцер „Фон дер Тан“. За сметка на увеличаване на нормалната водоизместимост с повече от три хиляди тона са подобрени всички техни параметри. Получават допълнителна пета кула на главния калибър. Имат по-висока скорост и по-добро брониране. Както и предшественика, значително превъзхождат всички британски линейни крайцери с 305-мм оръдия. Обаче по скорост и въоръжение значително отстъпват на британските крайцери от второ поколение от типа „Лайън“, влезли в строй с тях практически едновременно.
Активно се използват по време на Първата световна война. „Молтке“ взема участие във всички бойни операции на германските линейни крайцери в Северно море и в Балтика. След края на войната е интерниран и след това потопен от собствения си екипаж в Скапа Флоу. „Гьобен“ е единственият германски линеен крайцер, който не влиза в състава на 1-ва разузнавателна група. До войната служи на Средиземно море. В началото на Първата световна война се промъква в Дарданелите и е продаден на Турция. Участва в няколко сблъсъка с руския Черноморски флот. След войната е ремонтиран, преживява до Втората световна война и става последният линеен крайцер, предаден е за скрап.

## История на разработването
Когато едва започват работите по подготовката за залагане на линейния крайцер „Фон дер Тан“, департаментът по общо проектиране на военноморското ведомство вече започва изработката на изискванията за линейния крайцер „G“ от програмата за 1908 г. На конференция през май 1907 г. е прието решение, че новият крайцер ще бъде по-голям от предходния. Отделените за него през 1908 г. 44 млн. марки може и да стигнат за преход след линкорите към оръдия с калибър 305 мм. Обаче и началникът на департамента по проектиране контраадмирал Ролман, и министърът Тирпиц считат, че калибъра от 280 мм е достатъчен за противоборство със съвременните им британски линкори, а от гледна точка на тактическите преимущества по-добро решение е увеличаването на броя на оръдията. За това калибърът на оръдията остава без изменения – 280 мм, но са подобрени техните характеристики за сметка преход в дължината на ствола от 50 калибра.
Нивото на брониране трябва да е не по-лошо, отколкото на „Фон дер Тан“, скоростта не по-ниска от 24,5 възела. Проектирането се води под ръководството на главния конструктор Дитрих, от април 1907 г. до септември 1908 г. В сравнение с „Фон дер Тан“ новият крайцер има по-издължен полубак, стигащ до фокмачтата, и още една 280-мм кула на кърмовия край. Ръстът на водоизместимостта предизвиква и ръст на мощността на силовата установка. Процесът на проектиране е дълъг, поради недостатъчния персонал. Практичните немци считат, че да се хабят ресурси за разработката на проект за единичен кораб е разточително. За това, за да икономисат време и средства за разработката на проект, крайцерът „H“, по програмата за 1909 г., е решено да се строи по същите чертежи.

## Конструкция

### Корпус
Корпусът на крайцера има полубак, простиращ се до фокмачтата, и по-остри, отколкото на „Фон дер Тан“, краища. Форщевенът е по-прав. Силовия набор на корпуса е смесен, със стъпка на шпацията от 1200 мм. Корпусът се дели от водонепроницаеми прегради на 15 отсека. Двойно дъно има на 78% от дължината на кораба, липсва по краищата.
Нормалната водоизместимост на „Молтке“ нараства до 22 979 т, пълната – до 25 400 т. Дължината по КВЛ е равна на 186,0 м, максималната е 186,6 м. Ширината на корпуса при мидъла е 29,4 м, максималната по стрелите на противоторпедната мрежа – 29,96 м. Височината на борда в средата на корпуса съставя 14,08 м. При нормална водоизместимост газенето по носа е 8,77 м, при кърмата – 9,19 м, при това височината на надводния борд в носовата конечност се равнява на 7,3 м и 4,3 м в кърмовата. Увеличаване на газенето с 1 см съответства на увеличение във водоизместимостта с 35,64 т.
За разлика от „Фон дер Тан“ с неговите паралелно поставени рули, „Молтке“ получава тандемно разположени рули. Основния рул има ъгъл на завъртане до 38°, а спомагателния – до 10°. Всяка от двете рулеви машини може да управлява както своя рул, така и едновременно двата. Крайцерите от този тип обладават достатъчно добра мореходност. На преден ход имат добра управляемост, при завъртане на руля плавно описват циркулация, но тежко излизат от нея. При пълно завъртане на руля „Молтке“ губи 60% от скоростта и получава крен от 9°. Крайцерът обладава високи характеристики по устойчивост – метацентричната височина, при проектната водоизместимост, съставлява 3,01 м. Устойчивостта е максимална при крен от 38° и нулева при 68°.
Двата кораба имат кухи тръбни мачти. Корабите са комплектовани с противоторпедни мрежи, които са свалени през 1916 г.
Екипажът на кораба наброява 1153 души, от тях 43 офицера. Като флагмански кораб „Молтке“ има увеличен със 76 души (в т.ч. 14 офицера) екипаж. В Ютландското сражение екипажът на крайцера се състои от 1425 души.

### Въоръжение
Артилерията на главния калибър се състои от десет 280-мм оръдия 28 cm SK L/50 с дължина на ствола от 50 калибра. Те са разположени в пет двуоръдейни кули. По диаметралната плоскост се намират носова и двете кърмови кули с линейно-терасовидно разположение. В централната част на корпуса, диагонално, както и на „Фон дер Тан“, са разположени двете бордови кули. Дясната се намира по-близо към носа относително лявата. Носовата кула има сектор на обстрела 300°, кърмовите по 280°, бордовите – 180° по близкия борд и 125° на срещуположния. Височината на осите на оръдията над нивото на водата при носовата кула съставлява 9 м, при бордовите кули – 8,4 м, на кърмовите – 8,6 м и 6,2 м.
Реалният калибър на всички германски 280-мм оръдия, в т.ч. 28 cm SK L/50, е 283 мм. Оръдието е конструктивно подобно на 45-калибреното оръдие на „Фон дер Тан“. За сметка на увеличаването на дължината на ствола до 14 000 мм неговото тегло нараства до 36 т. Затворът е клинов, система Круп. барутният заряд се състои от две части – основен заряд в месингова гилза и спомагателен заряд в копринен картуз. Общото тегло на барута в заряда съставлява 105 кг. Бронебойния снаряд с тегло 302 кг получава от него начална скорост от 880 м/с.
Оръдията се разполагат в куполни установки образец Drh LC/1908 с тегло 444,5 т, които им осигуряват ъгъл на навеждане −8° и ъгъл на възвишение +13,5°. След Ютландското сражение ъглите са променени до −5,5° и +16° съответно. При ъгъл на възвишение +13,5° се достига далечина от 18 100 м, при +16° – 19 100 м. На „Гьобен“, след войната, ъгълът на възвишение е увеличен до +22,5°, което осигурява максимална далечина от 21 700 м.
Оръдията се зареждат при постоянен ъгъл на възвишение от 2°. Практическата скорострелност достига 3 изстрела в минута. На всички кули снарядните погреби са разположени под зарядните. Номенклатурата на снарядите се ограничава само до бронебойни. Боекомплектът съставлява 810 снаряда – по 81 на оръдие. Кемпбъл, с позоваване на данни на британското разузнаване, говори, че за носовата и кърмовите кули боекомплекта е по 6 снаряда на ствол повече – 87, както е при „Зайдлиц“.
Средният калибър се състои от дванадесет 150-мм оръдия 15 cm SK L/45 с дължина на ствола 45 калибра. Те са разположени в казематна батарея на горната палуба в установките MPL C/06 образец 1906 г. Ъгълът на навеждане съставлява −7°, на възвишение +20°, което им осигурява максимална далечина от 13 500 м. Боекомплектът съставлява по 150 снаряда на оръдие – общо 1800 снаряда.
Спомагателната артилерия първоначално се състои от дванадесет 88-мм оръдия с дължина на ствола 45 калибра. Четири са разположени в каземат в носовата част на горната палуба, две в носовата и четири на кърмовата надстройки и още две на горната палуба, зад 150-мм оръдия. Боекомплектът за тях е съставен от по 250 изстрела на оръдие. Тези оръдия постепенно са сваляни в процеса на експлоатация, заменяйки се със зенитни. Отначало са свалени четирите носови оръдия, разположени в каземата, поради силното им заливане при вълнение. По-късно са свалени четирите оръдия на кърмовата надстройка, поставяйки там четири зенитни 88-мм оръдия. В края на 1916 г. са свалени последните четири 88-мм оръдия за стрелба по наземни цели.
Управлението на артилерийския огън се води от два бронирани поста за управление. Данните по далечините за тях постъпват от далекомерните постове, поставени на марсовете на мачтите. На „Молтке“, през 1915 г., е монтиран прибори за централно управление на огъня за оръдията на главния и средния калибри. На „Гьобен“ те са поставени през 1916 г.
Торпедното въоръжение е представено от четири подводни торпедни апарата с калибър 500 мм – един носов, един кърмови и два бордови, разположени пред барбета на носовата кула. Общият боекомплект съставлява 11 торпеда.

### Брониране
Броневата защита в сравнение с „Фон дер Тан“ е усилена. Вертикалното брониране е направено от цементирана круповска броня. Главният брониран пояс, с дебелина 270 мм, е разположен между барбетите на носовата и крайната кърмова кули. Под водата той изтънява, достигайки при долния си край до 130 мм. Поясът е поставен на подложка от тиково дърво с дебелина 50 мм. Главният броневи пояс се затваря по краищата от траверси с дебелина 200 мм.
Горният броневи пояс има дебелина 200 мм, достигайки при долния край на портовете за 150-мм оръдия. Казематът за оръдията на средния калибър има дебелина 150 мм. Между оръдията и зад тях са поставени противоосколъчни екрани с дебелина 20 мм. В носовата част главния пояс продължава с пояс с дебелина 120 мм, след това преминава в 100-мм пояс и завършва с бронирана преграда с дебелина 100 мм. В кърмовата част той завършва с пояс с дебелина 100 мм, завършвайки на три метра от кърмовия срез със 100-мм преграда.
Барбетите на кулите имат дебелина 200 мм. Външните части на барбетите на носовата и кърмовата кули имат дебелина 230 мм, а вътрешните – 170 мм. Зад пояса на каземата дебелината намалява до 80 мм, а зад горния броневи пояс – до 30 мм. Дебелината на челната и задната стени на кулите на главния калибър е 230 мм, на страничните стени – 180 мм. Наклонената предна част на покрива има дебелина 90 мм, а плоската част – 60 мм. В задната част на кулите е разположен 50-мм настил. Дебелината на стените на предната бойна рубка съставлява 250 – 350 мм, а на покрива – 80 мм. У задната бойна рубка тези дебелини са малко по-малки – 200 и 50 мм.
Палубата на полубака има дебелина 25 мм, удебелявайки се над батареята до 35 мм. Средната палуба има дебелина 15 мм. Главната бронирана палуба в средната част има дебелина 25 мм, завършвайки с 50-мм скосове, състоящи се от два слоя по 25 мм. В носовата част тя е дебела 50 мм със скосове от 50 мм. В кърмовата част достига 80 мм със скосове от 50 мм.
Противоторпедната преграда има дебелина от 30 мм, увеличавайки се в района на погребите до 50 мм. Допълнителна конструктивна защита дават и въглищните бункери.

### Енергетична установка
„Молтке“ има четиривална паротурбинна силова установка. Всички четири винта са трилопастни, с диаметър от 3,74 м. Те се въртят от два комплекта турбини „Парсънс“ с пряко задвижване към валовете. Те са разположени в два водонепроницаеми отсека – „IV“ и „V“. Всеки отсек е разбит от надлъжни прегради на три отделения. Турбините високо налягане са разположени във външните отделения на предния „V“ отсек и привеждат в движение външните валове. Диаметърът на роторите на техните турбини съставлява 1980 мм. Турбините ниско налягане с изход към вътрешните валове се разполагат в кърмовия „IV“ отсек в централното отделение. Диаметърът на техните ротори съставлява 3050 мм.
Парата с налягане 235 psi (16,5 атм.) се изработва от 24 въглищни котела „Шулц – Торникрофт“ военноморски тип. След 1916 г. котлите са оборудвани с инжектори за впръскване на нефт. Котлите се намират в четири отсека – „VII“, „VIII“, „X“ и „XI“. Всеки отсек е разделен от надлъжни прегради на три отделения. Така, във всяко от 12 отделения стоят по два котела. Котлите са с естествена циркулация, с тънки тръбички и обща площ на нагряване 11 530 м². Всеки котел има две огнища, три водни барабана (на английски: water drum) с едни паросборник.
Проектната мощност към валовете съставлява 52 000 к.с., или 2,05 к.с. на тон пълна водоизместимост, което по разчет при честота на въртене на валовете от 330 об/мин позволява на линейните крайцери от този тип да развиват проектна скорост от 25,5 възела. На изпитанията на Нейкругската мерна миля турбините на крайцера „Молтке“ развиват форсирана мощност към валовете от 85 782 к.с., осигурявайки на кораба (при честота на въртене на валовете от 332 об/мин) скорост, равна на 28,4 възела. Разходът на гориво (при 6-часов форсиран ход) при развита мощност от 76 795 к.с. съставлява 0,67 кг/к.с. за час. „Гьобен“, на изпитанията на Нейкругската мерна миля, показва максимална скорост от 28,0 възела при мощност 85 661 к.с. По време на 6-часовия форсиран ход той показва средна скорост от 26,8 възела.
Нормалният запас гориво на крайцерите се равнява на 1000 т въглища, максималния – на 3100 т. Далечината на плаване на линейните крайцери от типа „Молтке“ съставлява 2370 морски мили (при скорост 23 възела) или 4120 морски мили (при 14 възела). Електроенергията с напрежение от 225 В кораба получава от шест турбогенератора с обща мощност 1500 кВт.

## Представители
| Название            | Дата на залагане  | Спускане на вода | Влизане в състава на флота | Излизане от състава на флота на Германската империя | Дата на завършване на бойната служба |
| ------------------- | ----------------- | ---------------- | -------------------------- | --------------------------------------------------- | ------------------------------------ |
| „Молтке“ SMS Moltke | 23 януари 1909 г. | 7 април 1910 г.  | 31 март 1912 г.            | 19 ноември 1918 г.                                  | 21 юни 1919 г.                       |
| „Гьобен“ SMS Goeben | 12 август 1909 г. | 28 март 1911 г.  | 2 юли 1912 г.              | 16 август 1914 г.                                   | 14 ноември 1954 г.                   |

### „Молтке“
Поръчката за построяването на крайцера „G“ получава корабостроителницата „Блом унд Фос“ в Хамбург. Според различни данни, килът на кораба е заложен на 7 декември 1908 г. или на 23 януари 1909 г. При спускането на вода, на 7 април 1910 г., крайцерът получава името „Молтке“ в чест на германския пълководец от края на XIX век. Стойността на построяването съставя 42,603 млн. марки или 21,302 млн. златни рубли. Предаден е на флота на 30 септември 1911 г. и пристъпва към изпитания, които продължават до 1 април 1912 г.
На 11 май, в състава на специално създадена дивизия, посещава с ответна визита САЩ. В състава на дивизията освен „Молтке“ влизат малките крайцери „Бремен“ и „Щетин“. Със завръщането си от похода е включен в състава на 1-ва разузнавателна група и от 9 юли 1912 г. става неин флагман. От 23 юни 1914 г. постоянен флагман на 1-ва група става линейният крайцер „Зайдлиц“.
Преди началото на Първата световна война има планове за изпращането на „Молтке“ в Източна Азия за смяна на „Шарнхорст“. Обаче отначало походът се проваля, защото „Молтке“ е планиран за временна замяна на искащия ремонт „Гьобен“ в Средиземно море, а след това всички планове нарушава войната.
На 28 август, по време на рейда на британските кораби в Немския залив, „Молтке“ и „Фон дер Тан“, поради отлива успяват да излязат в морето едва в 12:30, когато боят вече е прекратен. „Молтке“ в състава на 1-ва разузнавателна група участва в обстрела от 2 – 4 ноември 1914 г. на Ярмът и на 15 – 16 декември на Хартлипул. По време на набега над Хартлипул получава попадение от 152-мм снаряд под водолинията.
На 24 януари 1915 г. участва в боя при Догер банк. „Молтке“ в германската линия плава втори, след „Зайдлиц“. Боят се свежда до преследване от британските крайцери на немското съединение. Немската ескадра обстрелва главния британски „Лайън“, а след това сменилия го „Тайгър“. Британските крайцери разпределяват целите си, и всеки обстрелва своята. „Молтке“ непродължително време е обстрелван от „Лайън“, а след това, поради объркване, никой не го обстрела, за това и няма попадения в него, както и загуби сред личния състав. Да се отделят попаденията на немските кораби е трудно, но от 22 попадения на 280-мм снаряди в „Лайън“ и „Тайгър“ предполагаемо 8 или 9 са дело на „Молтке“. Общо „Молтке“ изстрелва 276 снаряда от дистанция 14 600 – 16 400 м (79 – 88 кабелта) и постига 2,9 – 3,33% попадения.
От 29 март 1915 г. 1-ва разузнавателна група участва в пробива на флота в Рижкия залив. На 19 август британската подводна лодка E1, действаща в Балтийско море, пуска 450-мм торпедо по „Зайдлиц“, който го избягва. Торпедото удря „Молтке“. Попадението е в носовата част на десния борд. Крайцерът приема 435 т вода, загиват 8 души. Но крайцерът може да поддържа 15-възлов ход и самостоятелно се добира до Хамбург на 23 август, където влиза за ремонт до 20 септември 1915 г.
„Молтке“ участва в Ютландското сражение на 31 май 1916 г., плавайки четвърти в линията на линейните крайцери на 1-ва разузнавателна група. По време на „спринта на юг“ „Молтке“ обстрелва „Тайгър“, постигайки 9 попадения на дистанция 12 300 – 14 100 м (66 – 77 каб.). Самият „Молтке“ в това време е обстрелван от „Ню Зеланд“, но няма повреди. След включването в боя на 5-та британска ескадра линкори той на смени обстрелва „Ню Зеланд“ и „Малая“, но не достига попадения. При това в него попадат четири 381-мм снаряда и един 343-мм снаряд детонира близо до борда. Корабът приема в себе си около 1000 т вода, но въпреки това запазва в действие артилерията на главния си калибър и остава най-боеспособния от германските линейни крайцери. За това след излизане от боя на „Лютцов“ на „Молтке“ пренася своя флаг командващия съединението Франц фон Хипер. В хода на боя „Молтке“ изстрелва 259 280-мм бронебойни снаряда, а също 236 150-мм.
След боя в състава на 1-ва разузнавателна група остават само „Фон дер Тан“ и „Молтке“, за това, до излизане от ремонт на останалите линейни крайцери, към нея временно са приписани най-бързоходните линкори – „Байерн“, „Маркграф“ и „Гросер Курфюрст“.
По време на десанта на немски войски на островите Езел, Моон и Даго, в периода септември – октомври 1917 г., „Молтке“ е флагман на немската ескадра. След връщането си в Северно море линейните крайцери, в т.ч. и „Молтке“, се използват основно за прикритие на леките сили – излизането в открито море на подводни лодки и тралчици.
На 23 – 24 април 1918 г. „Молтке“ участва в последния поход на Флота на откритото море. Флотът се опитва да прехване един от скандинавските конвои, но на „Молтке“ се случва крупна авария. Той губи външния си винт по десния борд, и турбината, която го задвижва, излиза на обороти над допустимите. Откъсналия се зъбчат агрегат за завъртане на турбината пробива тръбата за подаване на забордна вода в парокондензаторите и няколко паропровода. В крайна сметка крайцерът поема в корпуса 1600 т вода и губи ход. Наводнени са турбинното и няколко котелни помещения. Той е принуден да излезе в ефир с молба за помощ и така проваля операцията на флота, провеждана в обстановка на радиомълчание.
Отначало „Молтке“ е буксиран от линкора „Олденбург“; след това водата е изпомпана, и крайцерът сам успява да даде ход. Но при завръщането си в порта, в левия си борд, той получава 457-мм торпедо от британската подводница „E-42“ и поема още 1700 т вода, пак загубвайки ход. И едва сутринта на 27 април, с помощта на буксири, „Молтке“ се добира до Вилхелмсхафен.
Съгласно условията на примирието „Молтке“ влиза в числото интернираните кораби и преминава в Скапа Флоу. На 21 юни 1919 г. при потопяването на Флота на откритото море той ляга на дъното западно от остров Кава. През 1927 г. той е изваден от фирмата на Франк Кокс, отбуксиран е в Розайт, където в течение на 1926 – 1927 г. окончателно е разкомплектован за метал.

### „Гьобен“
Поръчката за строителството на линейния крайцер „H“ е получена от корабостроителницата на „Блом унд Фосс“ на 8 април 1909 г. Крайцерът получава строителен № 201 и е заложен (според различните данни) на 12 (Хилдебранд и Грьонер) или 28 август (Конуей, Кемпбъл). При спускането на вода, на 28 март 1911 г., получава името „Гьобен“. Официално влиза в състава на флота на 2 юли 1912 г. Построяването му продължава 34 месеца и струва 41,564 млн. марки или 20,788 млн. рубли в злато. Изпитанията се провеждат до ноември 1912 г.
Единственият германски линеен крайцер, не влизащ в състава на 1-ва разузнавателна група. На 1 ноември 1912 г., във връзка с началото на Балканската война, е образувана Средиземноморската дивизия, в която освен „Гьобен“ влиза малкия крайцер „Бреслау“. Към 1914 г. „Гьобен“ има нужда от замяна на тръбичките в котлите, и неговия ход пада до 24 възела. Вместо него в Средиземно море трябва да пристигне „Молтке“, но поради сложната международна обстановка това не се случва.
Командващият дивизията Вилхелм Сушон решава да отиде в Константинопол, макар Турция все още да се намира в процес на размисъл. Британските линейни крайцери „Индифатигъбъл“, „Индомитейбъл“ и „Инфлексибъл“ се опитват да прехванат „Гьобен“, но не успяват да го настигнат, а след това го изпускат, погрешно очаквайки преминаването му през Гибралтар в Атлантика. Четири британски броненосни крайцера, под командването на Трубридж, се намират на пътя на „Гьобен“, но не рискуват да влязат с него в бой, и германските кораби безпрепятствено проникват в Дарданелите. За да се избегне интерниране, Германия заявява за продажбата на „Гьобен“ и „Бреслау“ на Турция, които получават имената „Султан Явуз Селим“ и „Мидили“. Покупката е фиктивна. Екипажите си остават немските, а Сушон става началник щаб при турското военноморско командване.
На 29 октомври 1914 г. турските кораби обстрелват Одеса, Феодосия, Новоросийск, а „Гьобен“ – Севастопол, потопявайки при оттеглянето си минния транспорт „Прут“. Русия обявява война на Турция, а след нея и другите страни от Антантата. В Черно море „Гьобен“ противостоят пет руски броненосеца, всеки от които му отстъпва както по скорост на хода, така и по въоръжение. Само заедно те представляват заплаха за германския крайцер. На 6 ноември „Гьобен“ крайцертва около Севастопол и в мъглата се среща с руската ескадра, връщаща се от обстрел на Зонгулдак. Боят при нос Сарич с „Гьобен“ води основно броненосеца „Евстафий“. Боя продължава около 10 минути, на дистанция 6400 – 7400 м (35 – 40 каб.). „Гьобен“ изстрелва 19 снаряда, с три попадения в „Евстафий“ и още един близък разрив. В отговор „Евстафий“ има едно попадение в каземата за 150-мм оръдия. На „Гьобен“ излиза от строй оръдие № 3 по левия борд, възпламеняват се подготовени за бой заряди, и в резултат 13 моряка са убити и трима са ранени. След като към боя се включват „Йоан Златоуст“ и „Пантелеймон“, „Гьобен“ излиза от боя.
На 26 декември 1914 г., на път към Босфора, „Гьобен“ се натъква на две поставени по-рано от руснаците мини. В Константинопол няма док, способен да поеме толкова голям кораб, за това ремонтът се провежда на вода от немски специалисти с помощта на закрепвани към борда кесони. За времето на ремонта дейността на „Гьобен“ е ограничена, макар той да излиза в морето.
На 10 май 1915 г. ескадрата руски броненосци, обстрелваща укрепленията при Босфора, пак се среща в бой с „Гьобен“, връщащ се от крайцерство. Видимостта този път е добра, и боят се води на пределни дистанции – около 15 700 – 16 700 м (85 – 90 каб.). По данни от руски източници, „Гьобен“, обстрелващ около 23 минут маневриращия „Евстафий“, няма попадения. Руските броненосци имат три попадения с 305-мм снаряди. Те не причиняват сериозни повреди, но „Гьобен“ предпочита да се оттегли и да се укрие в Босфора.
Влизането в строй на руските дредноути „Императрица Мария“ и „Императрица Екатерина Велика“ още повече ограничава действията на германските крайцери. Новият командващ Черноморския флот, адмирал Колчак, организира активна минна война в района на Босфора. Всичко това, а също и дефицитът на въглища ограничават излизанията на германските крайцери в морето. На 8 май 1916 г., в условията на прекрасна видимост, руският дредноут „Императрица Екатерина Великая“ се опитва да прихване „Гьобен“ на 75 мили от Босфора. „Гьобен“ не влиза в боя, но още половин час е обстрелван при оттеглянето с 305-мм снаряди.
Ъгълът на възвишение на оръдията на руския линкор съставлява 25°, което му осигурява максимална далечина от 24 500 м (132 каб.). За да се компенсира преимуществото на руските дреднаути по далечина на стрелбата, ъгълът на възвишение на 280-мм оръдия на „Гьобен“ е увеличен до 22,5°. Теоретично това дава далечина от 23 000 м (124 каб.), но поради износването на стволовете, според данни на британски източници, тя съставлява 21 600 м (117 каб.).
Поради недостатъка за въглища и необходимостта да се тралят поставените от руския флот мини дейността на „Гьобен“ и „Бреслау“ до края на войната е силно ограничена. След сключването, на 16 декември 1917 г., на мирния договор със Съветска Русия, необходимостта от присъствието на „Гьобен“ в Черно море отпада. В нощта на 19 по 20 януари 1918 г. „Гьобен“ и „Бреслау“ предприемат излизане против блокиращия Дарданелите флот на Антантата. При излизането от Дарданелите „Гьобен“ се натъква на първа мина, но операцията продължава. В залива на остров Имброс „Гьобен“ от дистанция 9100 – 6400 м (49 – 34 каб.) с шест залпа потопява британските монитори „Раглан“ и „M-51“. При последващите опити да продължат към остров Лемнос, за обстрел над транспорти, германските крайцери попат в минно поле. „Бреслау“ се натъква, като цяло, на четири мини и отива към дъното. „Гьобен“ се среща само с една и самостоятелно се връща в Дарданелите, обаче на обратния път се натъква на още една мина, а след това и засяда на плитчина. Независимо от опитите на самолетите и артилерията на съюзниците да потопят крайцера, той все пак, на 26 януари 1918 г., е свален от плитчината. След капитулацията на Германия „Гьобен“ вече официално е продаден на Турция.
До 1926 г. той е небоеспособен и се намира в Стени. За неговия ремонт специално е купен плаващ док, и след основен ремонт той служи на флота на Турция до 1950 г., с времето ставайки последния намиращ се в строя линеен крайцер. На 20 декември 1950 г. той е изваден в резерва, а на 14 ноември 1954 г. е отписан от списъка на бойните кораби и поставен на стоянка. Турция предлага на Германия да откупи „Гьобен“, но след отказа на 7 юни 1973 г. на него е спуснат флага, и последния линеен крайцер, към август 1974 г., е разкомплектован за метал.

## Оценка на проекта
Крайцерите от типа „Молтке“ се явяват еволюционно развитие на „Фон дер Тан“. Подобрени са всички три показателя – скорост, въоръжение и брониране. Единственото преимущество на британските линейни крайцери от първото поколение – типовете „Инвинсибъл“ и „Индифатигъбъл“ – е по-големия главен калибър – 305 мм вместо 280 мм. Обаче по своите балистични характеристики немското оръдие практически по нищо не отстъпва на британското. Немския 302-кг бронебоен снаряд има начална скорост 880 м/с против 386 кг и 831 м/с на британското. Отчитайки и по-доброто качество на германските снаряди, немските инженери достатъчно обосновано го смятат за еквивалентно на британското. При това скоростта и бронирането при немските крайцери са по-добри. Това позволява на специалистите да твърдят, че германските крайцери от типа „Молтке“, както и „Фон дер Тан“, превъзхождат всички британски линейни крайцери с 305-мм оръдия.
| Характеристики на артилерията на главния калибър на капитални кораби, влезли в строй в периода 1910 – 1912 г. | Характеристики на артилерията на главния калибър на капитални кораби, влезли в строй в периода 1910 – 1912 г. | Характеристики на артилерията на главния калибър на капитални кораби, влезли в строй в периода 1910 – 1912 г. | Характеристики на артилерията на главния калибър на капитални кораби, влезли в строй в периода 1910 – 1912 г. | Характеристики на артилерията на главния калибър на капитални кораби, влезли в строй в периода 1910 – 1912 г. | Характеристики на артилерията на главния калибър на капитални кораби, влезли в строй в периода 1910 – 1912 г. | Характеристики на артилерията на главния калибър на капитални кораби, влезли в строй в периода 1910 – 1912 г. |
| Оръдие | 12″/45 Mark X                                                                                                 | 12″/50 Marks XI                                                                                               | 13.5″/45 Mark V                                                                                               | 28 cm/45 SK L/45                                                                                              | 28 cm/50 SK L/50                                                                                              | 30,5 cm/50 SK L/50                                                                                            |
| --- | --- | --- | --- | --- | --- | --- |
| Калибър, мм                                                                                                   | 305 | 305 | 343 | 280 | 280 | 305 |
| Дължина на ствола, калибри                                                                                    | 45 | 50 | 45 | 42,4 (45) | 46,8 (50) | 47,4 (50) |
| Носители | „Индефатигъбъл“                                                                                               | „Колосус“ | „Лайън“ | „Фон дер Тан“                                                                                                 | „Молтке“ | „Хелголанд“                                                                                                   |
| Година на приемане на въоръжение                                                                              | 1908 | 1910 | 1912 | 1909 | 1911 | 1911 |
| Маса на бронебойния снаряд, кг                                                                                | 389,8 | 386 | 635 | 302 | 302 | 405,5 |
| Начална скорост, м/с                                                                                          | 831 | 869 | 759 | 855 | 880 | 855 |
| Дулна енергия, МДж                                                                                            | 266,56 | 291,49 | 365,81 | 220,77 | 233,87 | 296,43 |
| Скорострелност, изстрела в минута                                                                             | 1,5 | 1,5 | 1,5 – 2 | 3 | 3 | 2 – 3 |
| Максимална далечина на стрелбата, м (при ъгъл на възвишение на оръдията)                                      | 17 236 (13,5°)                                                                                                | 19 380 (15°)                                                                                                  | 21 710 (20°)                                                                                                  | 18 900 (20°)                                                                                                  | 18 100 (13,5°)                                                                                                | 16 200 – 18 000 (13,5°) 20 400 (16°)                                                                          |

Обаче гонката във въоръженията в началото на XX век набира обороти, и всеки последващ тип залагани кораби е по-силен от предходния. Ако „Молтке“ влиза в строй едновременно с британския „Индефатигъбъл“, то „Гьобен“ вече влиза в строй заедно с британския линеен крайцер от второ поколение – „Лайън“. При сравнението на новия британски линеен крайцер с „Молтке“ ясно се вижда различието в подхода на двете нации към проектирането на линейните крайцери. При „Лайън“ крайцерските функции преобладават над линейните. Неговите задачи са защитата на търговията, разузнаване, а в боя между основните сили те трябва да са извън линията на линкорите и да осъществяват тяхната защита от атаки на миноносците и крайцерите на противника. В боя на главните сили тяхната роля се ограничава с ролята на бързоходното крило с минимално време за огневи контакт от голяма дистанция – обхващането на главата на колоната на корабите на противника и довършване на изостаналите повредени кораби. За това, обладавайки по-силно въоръжение от 343-мм оръдия и по-висока скорост, той има по-тънка броня – пояс от 229 мм против 270 мм на „Молтке“. Германските крайцери, предназначени в т.ч. и за участие в боя на основните сили в една линия с линкорите, имат двуетажен главен пояс, съвършенна система за противоторпедна защита и добра организация на борбата за живучест на кораба. Даже попадение на торпедо или подрив на мина не води до сериозни повреди, и корабите продължават изпълнението на бойната задача.
Наистина, както показва опита от битките, германската система за защита обладава два недостатъка. Крайцерите са разчетени за бой на малки и средни дистанции в условията на лошата видимост на Северно море, а за това за икономия на тегло дебелината на бронирането на барбетите в зоната, прикрита от броневия пояс и траверсните броневи прегради, е намалена. Това води до това, че в боя на големи дистанции снарядите, падащи под голям ъгъл, преминават над пояса и поразяват кулите в зоните, слабо прикрити от броня. Това за малко не става причина за гибелта на „Зайдлиц“ в сражението при Догер банк и води до излизането на кули от строя на германските линейни крайцери по време на Ютландското сражение. За още един недостатък може да се счита големите отсеци на бордовите подводни торпедни апарати, които не са прикрити от противоторпедната преграда. Тяхното наводняване при попадане на снаряд в този район в крайна сметка и води до гибелта на „Лютцов“ в Ютландското сражение.
Голямата скорост на „котките на адмирал Фишър“ винаги им позволява да наложат бой и при неблагоприятна обстановка във всеки един момент да излязат от него. Преимуществото по скорост и въоръжение също им позволява да изберат благоприятна дистанция за боя.
| Сравнителни характеристики на капитални кораби, влезли в строй в периода 1910 – 1912 г. | Сравнителни характеристики на капитални кораби, влезли в строй в периода 1910 – 1912 г. | Сравнителни характеристики на капитални кораби, влезли в строй в периода 1910 – 1912 г. | Сравнителни характеристики на капитални кораби, влезли в строй в периода 1910 – 1912 г. | Сравнителни характеристики на капитални кораби, влезли в строй в периода 1910 – 1912 г. | Сравнителни характеристики на капитални кораби, влезли в строй в периода 1910 – 1912 г. | Сравнителни характеристики на капитални кораби, влезли в строй в периода 1910 – 1912 г. |
|                                                                                         | „Индифатигъбъл“                                                                         | „Лайън“                                                                                 | „Фон дер Тан“                                                                           | „Молтке“                                                                                | „Колосус“                                                                               | „Хелголанд“                                                                             |
| --------------------------------------------------------------------------------------- | --------------------------------------------------------------------------------------- | --------------------------------------------------------------------------------------- | --------------------------------------------------------------------------------------- | --------------------------------------------------------------------------------------- | --------------------------------------------------------------------------------------- | --------------------------------------------------------------------------------------- |
| Клас                                                                                    | линеен крайцер                                                                          | линеен крайцер                                                                          | линеен крайцер                                                                          | линеен крайцер                                                                          | линкор                                                                                  | линкор                                                                                  |
| Година на залагане                                                                      | 1909                                                                                    | 1909                                                                                    | 1908                                                                                    | 1909                                                                                    | 1909                                                                                    | 1908                                                                                    |
| Година на влизане в строй                                                               | 1911                                                                                    | 1912                                                                                    | 1910                                                                                    | 1912                                                                                    | 1911                                                                                    | 1911                                                                                    |
| Водоизместимост нормална, т                                                             | 18 765,5                                                                                | 26 690,3                                                                                | 19 370                                                                                  | 22 979                                                                                  | 20 548,6                                                                                | 22 808                                                                                  |
| Пълна, т                                                                                | 22 433,3                                                                                | 30 154,9                                                                                | 21 300                                                                                  | 25 400                                                                                  | 23 418,8                                                                                | 24 700                                                                                  |
| Номинална мощност на СУ, к.с.                                                           | 43 000                                                                                  | 70 000                                                                                  | 42 000                                                                                  | 52 000                                                                                  | 25 000                                                                                  | 28 000                                                                                  |
| Проектна максимална скорост, възела                                                     | 25                                                                                      | 27                                                                                      | 24,8                                                                                    | 25,5                                                                                    | 21                                                                                      | 20,5                                                                                    |
| Далечина, мили (на скорост, възела)                                                     | 6330 (10)                                                                               | 5610 (10)                                                                               | 4400 (14)                                                                               | 4120 (14)                                                                               | 6680 (10)                                                                               | 5500 (10)                                                                               |
| Брониране, мм                                                                           |                                                                                         |                                                                                         |                                                                                         |                                                                                         |                                                                                         |                                                                                         |
| Пояс                                                                                    | 152                                                                                     | 229                                                                                     | 250                                                                                     | 270                                                                                     | 279                                                                                     | 300                                                                                     |
| Кули, чело                                                                              | 179                                                                                     | 229                                                                                     | 230                                                                                     | 230                                                                                     | 279                                                                                     | 300                                                                                     |
| Барбети                                                                                 | 179                                                                                     | 229                                                                                     | 200 – 230                                                                               | 200 – 230                                                                               | 279                                                                                     | 300                                                                                     |
| Рубка                                                                                   | 254                                                                                     | 254                                                                                     | 250                                                                                     | 300                                                                                     | 279                                                                                     | 400                                                                                     |
| Палуба                                                                                  | 65 – 25                                                                                 | 65 – 25                                                                                 | 50                                                                                      | 50 – 30                                                                                 | 100 – 45                                                                                | 80 – 55                                                                                 |
| Въоръжение                                                                              |                                                                                         |                                                                                         |                                                                                         |                                                                                         |                                                                                         |                                                                                         |
| Главен калибър                                                                          | 4×2×305-мм/45                                                                           | 4×2×343-мм/45                                                                           | 4×2×280-мм/45                                                                           | 5×2×280-мм/50                                                                           | 5×2×305-мм/50                                                                           | 6×2×305-мм/50                                                                           |
| Спомагателен                                                                            | 16×102-мм/50 4×57-мм                                                                    | 16×102-мм/50 4×57-мм                                                                    | 10×150-мм/45 16×88-мм/45                                                                | 12×150-мм/45 12×88-мм/45                                                                | 16×102-мм/50 4×57-мм                                                                    | 14×150-мм/45 14×88-мм/45                                                                |
| Торпедно въоръжение                                                                     | 3×457-мм ТА                                                                             | 3×533-мм ТА                                                                             | 4×450-мм ТА                                                                             | 4×500-мм ТА                                                                             | 3×533-мм ТА                                                                             | 6×500-мм ТА                                                                             |

## Коментари
1. ↑  В официалната немска класификация от онова време няма понятието „линеен крайцер“ (на немски: Schlachtkreuzer), и те, заедно с броненосните крайцери са класифицирани като „голям крайцер“ (на немски: Großer Kreuzer).
2. ↑  Акронимът „SMS“ – е от на немски: Seiner Majestat Schiff – Кораб на Негово Величество.
3. ↑  Според „Закона за флота“ (German Naval Laws) и ред поправки към него броя на големите крайцери, в числото на които влизат и линейните крайцери, в германския флот трябва да бъде двадесет единици. След това крайцери могат да се строият само за замяна на старите. Крайцерите, които допълват броя до двадесет, получават при залагането си литерно обозначение, а име вече само при спуска на вода.
4. ↑  280 мм или, по-точно, 28 см – официалното обозначение на калибър. Реалният калибър на всички 28-см германски оръдия е 283 мм.
5. ↑  Тъй като германския флот количествено е по-малък от британския, традиционно германските линейни крайцери се създават спрямо изискването да участват в главното сражение между флотовете в един строй с линкорите.
6. ↑  Drh. L. е съкращение от на немски: Drehscheiben Lafette, въртящ се лафет, C е година на приемане на въоръжение.
7. ↑  Разминаване според източниците. Данните са взети от Мужеников. Кемпбъл говори за увеличаване на дебелината на външната стена само за носовата кула. При Грьонер за удебеляване не се говори, макар данните в неговия справочник да не са много детайлни. На схемата от книгата на немските автори Gerhard Koop, Klaus-Peter Schmolke Die Großen Kreuzer Von der Tann bis Hindenburg. – Bernard & Graefe, 1997. – 190 s. – ISBN 978-3-7637-5972-9 удебеление не е показано въобще. В книгата Breyer, Siegfried. Battleships of the world, 1905 – 1970. – Mayflower Books, 1980. – P. 400. – ISBN 978-0-8317-0705-7 въобще се говори, че всички барбети са с 250-мм дебелина.
8. ↑  Предаден в състава на турския флот под името Yavuz Sultan Selim. От септември 1914 г. до юли 1916 г. води бойни действия в Черно море.
9. ↑  Мужеников, стр. 38, с позоваване на Хилдебранд.
10. ↑  Дължината на ствола, отнесена към калибъра на оръдието. Дадена е според британската система, в която дължината се смята по канала на ствола. В Германия и Русия под дължина се разбира дължината от дулния срез до челото на затворното гнездо, за това тя е преизчислена според британската система, а в скобките е дадена официалната цифра в националната система за разчет.
11. ↑  Разминаване според източника. Британските източници дават далечина от 16 200 м, Стаф и Грьонер дават 18 000 м. След модернизацията през 1916 г. с увеличаването на ъгъла на възвишение до 16° всички източници дават далечина от 20 400 м.
12. ↑  Британските крайцери от второ поколение с 343-мм оръдия – „Лайън“, „Принцес Роял“, „Куин Мери“ и „Тайгър“ – получават в британския флот прякора „котки“ с добавяне към името на създателя на идеята за създаването им – адмирал Фишър.